# Sukaratu (Darmaraja)
Sukaratu is een bestuurslaag in het regentschap Sumedang van de provincie West-Java, Indonesië. Sukaratu telt 2512 inwoners (volkstelling 2010).